# 昭儀劉氏
昭儀劉氏（소의유씨）（？—1707年），朝鮮肅宗的後宮嬪御，本貫為江陵，父母不詳。
劉氏本是宮女出身，肅宗24年被封為從四品淑媛。隔年10月，端宗復位，劉氏因此晉升為淑儀。
肅宗28年仁元王后進宮大封內命婦，將貴人金氏封為寧嬪，貴人朴氏為䄙嬪，淑儀劉氏為昭儀。
在肅宗的後宮中大部分的宮人都在仁元王后進宮時授予正一品-嬪的品階，唯獨劉氏只獲贈正二品昭儀。這很有可能是因為劉氏無所出，和家庭背景不如兩班出身的寧嬪金氏一樣高貴的原因。

## 附註
1. ↑  《承政院日記》肅宗24年8月2日－傳于崔商翼曰，劉氏爲淑媛。
2. ↑  《肅宗實錄》33卷，25年(1699年)10月23日(丁亥)2번째기사